# Yuri Vasíliev
Yuri Nikoláievich Vasíliev (en ruso: Юрий Николаевич Васильев; Bélgorod, 1949 - ibídem, 23 de julio de 2014) fue un futbolista ruso que jugaba en la demarcación de delantero.

## Biografía
Debutó como futbolista en octubre de 1967, con el FC Salyut Belgorod, equipo de su ciudad natal cuando aún contaba con 18 años de edad, contra el FC Avangard Kolomna. Un año después consiguió junto al equipo quedar en tercera posición de la liga, ascendiendo así de categoría. Dicha temporada, Vasiliev marcó 23 goles en 41 partidos jugados, siendo el récord de goles del club en una temporada. Tras volver a descender de categoría al quedar en decimoséptima posición, jugó en el club hasta en 1973, año en el que se fue en calidad de cedido al FC Iskra Smolensk. Posteriormente, tras volver al FC Salyut Belgorod, jugó hasta 1981, año en el que se retiró como futbolista tras 108 goles en 300 partidos.
Falleció el 23 de julio de 2014 en Bélgorod a los 65 años de edad.

## Clubes
| Club                       | País          | Año         | Partidos | Goles |
| -------------------------- | ------------- | ----------- | -------- | ----- |
| FC Salyut Belgorod         | RSFS de Rusia | 1967 - 1973 | 154      | 60    |
| FC Iskra Smolensk (cedido) | RSFS de Rusia | 1973        | ¿?       | 7     |
| FC Salyut Belgorod         | RSFS de Rusia | 1974 - 1981 | 146      | 48    |